# Ancora una volta con sentimento
Ancora una volta con sentimento è il decimo album della band italiana Nomadi, pubblicato in Italia nel 1982 dalla CGD. È anche l'ultimo disco in cui compare al basso Umberto Maggi, che lascerà il gruppo circa due anni dopo.

## Tracce
1. Ed io (Franco Ceccarelli, Marco Dallari) – 3:55
2. Origini (Gisberto Cortesi) – 3:57
3. Storie di mare (Piero Milanesi) – 3:43
4. Voglia d'inverno (Franco Ceccarelli, Marco Dallari) – 3:11
5. Marta (Antonella Bottazzi, Janna Carioli, Beppe Carletti) – 2:24
6. Canzone d'amore (Beppe Carletti, Chris Dennis) – 3:25
7. Estate (Franco Ceccarelli, Marco Dallari) – 2:40
8. Costa dell'est (Raffaele Mazzei) – 2:55
9. Il paese delle favole (Romano Rossi, Beppe Carletti) – 3:16

## Formazione
- Augusto Daolio – voce
- Beppe Carletti – tastiera
- Chris Dennis – chitarra, violino
- Umberto Maggi – basso
- Paolo Lancellotti – batteria